# Cerebrospinalvæske
 Der er for få eller ingen kildehenvisninger i denne artikel, hvilket er et problem. Du kan hjælpe ved at angive troværdige kilder til de påstande, som fremføres i artiklen.

Cerebrospinalvæsken (CSF, rygmarvsvæske) er en klar og farveløs væske, som støtter og beskytter centralnervesystemet mod skader. Hjernen, der vejer 1.500 gram i luft, vejer kun 50 gram, når den svømmer i CSF.[kilde mangler]
Væsken dannes i plexus choroideus i en mængde af 600-700 ml/dag. Den mængde, der er til stede i subarachnoidealrummet og hjernens ventrikler er 140 ml. Væske returneres til kredsløbet via granulationes arachnoideae.
Øget produktion af CSF medfører øget tryk inde i kraniet (intrakranielt tryk) og hos børn hydrocephalus (vand i hovedet).